# Castel Baradello
Il Castel Baradello (in comasco Castell del Baradell) sorge sull'omonimo colle (430 m s.l.m.) che domina la città di Como, chiudendo sul lato sud-ovest la convalle.
Dal colle si gode un panorama che spazia dal lago alla città, dalle cime delle Alpi alla pianura Padana fino agli Appennini: il suo massiccio torrione a base quadrata è ben visibile per chi giunge a Como.
L'origine etimologica del toponimo Baradello è riconducibile alla radice indoeuropea bar che significa luogo elevato.

## Descrizione

### Torre
La struttura meglio conservata dell'intero complesso è la torre quadrata romanica, la cui base misura m 8.20 x m 8.35.
La parte più bassa, alta m 19,50, poggia le fondazioni sulla roccia ed era anticamente adornata da merli di tipo guelfo, la parte sommitale, più recente, alta m 8, anticamente merlata con merli di tipo ghibellino.

L'altezza complessiva della torre era di m 28. Dell'antica imponenza manca solo la merlatura.

### Mura
Il primo ordine di mura che circonda la torre è la struttura più antica, di epoca bizantina, del VI - VII secolo.

Lo storico Giorgio di Cipro nella sua "Descriptio orbis romani" del 604 accenna al castron Baractelia insieme al castron Leuci (Lecco), al castron Marturion (Castelmarte) ed all'Isola Comacina. Tutte queste fortificazioni erano inserite in un complesso sistema difensivo di confine chiamato Limes bizantino.

Il recinto murario è trapezoidale con lati di 10,40 m x 13,76 m con un ingresso alto 1,90 m sul lato nord-ovest che poteva essere sprangato. La fattura è simile alle Mura Romane di Santa Maria Rezzonico sul Lago di Como. Sette feritoie alte 1,10 m erano ordinate lungo il perimetro.

In epoca più recente vennero supralzate e dotate di merli di tipo ghibellino.
Le antiche mura sono circondate da una più recente cinta muraria, contemporanea all'innalzamento della torre e delle mura interne. Vi si accede attraverso un suggestivo portale a sesto acuto.
Dalle mura più esterne è possibile identificare il tratto iniziale della cosiddetta "Murata", muraglia che sbarrava l'accesso alla città di Como da sud. Scendendo dal Baradello in direzione della chiesa di San Lazzaro, la Murata giungeva alla porta meridionale della città, proseguiva oltre la Chiesa di San Giuseppe Valleggio e risaliva il colle del San Martino fino al cosiddetto "Castel Nuovo", dove un accesso controllava i traffici lungo la salita verso Lecco.
Le mura del castel Baradello includono anche materiali di riutilizzo, tra cui tre sarcofagi di età romana.

### Altre strutture
Delle altre strutture non rimangono che le fondazioni, ma è stato possibile ricostruirne la planimetria grazie a interventi di rivitalizzazione del complesso operati nei primi due decenni del XXI secolo.
Si possono pertanto individuare le strutture seguenti.
- La cappella di San Nicolò[4], altomedievale.[5] La planimetria, l'angolazione abside-navata e la tipologia muraria indicano una costruzione contemporanea alla primitiva cerchia muraria, quindi del VI secolo. L'aula è unica di dimensioni 5.50 x 3.04 m con abside. La dedicazione non è originaria ma successiva. La tradizione vuole che qui venne seppellito Napo Torriani, ma non sono stati ritrovati reperti ossei durante i lavori.
- Casa-torre quadrangolare,[4] 4.40 x 4.15 m, probabilmente usata come alloggio del castellano. Risale alla stessa epoca della cappella.
- Cisterna[5] coperta a volta. La costruzione è precedente la torre federiciana.
- Locale macina e locale forno,[5][6][4] di epoca viscontea.
- Ambienti per alloggiamento[4] di truppe o magazzino di vettovaglie.
- Cisterna[5][4] trapezoidale.
- Ghiacciaia.[4]

## Storia
(Alessandro Manzoni, L'ira d'Apollo - vv. 2-6)

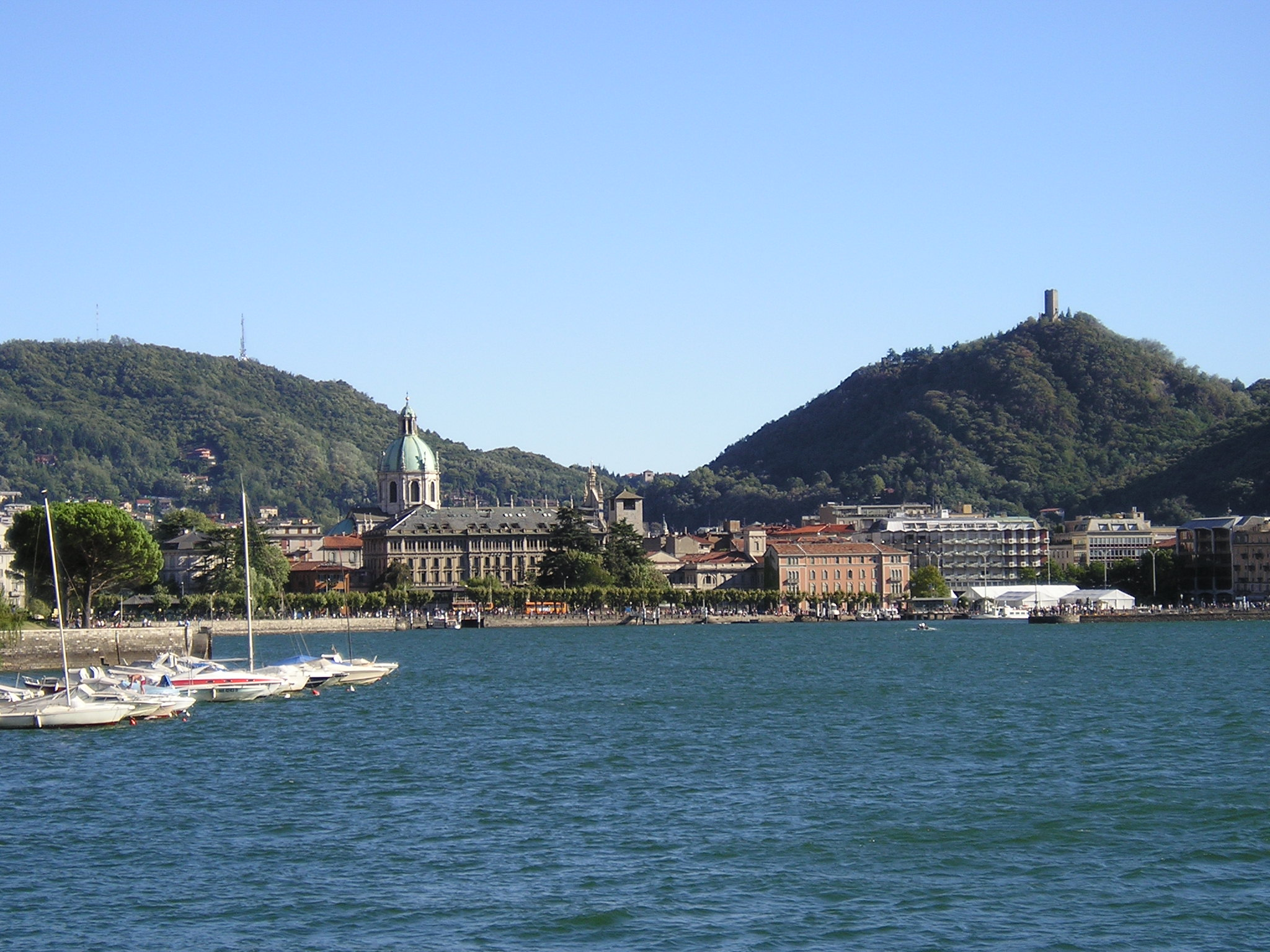
Il Castel Baradello domina la città di Como

L'abitato protostorico di Comum Oppidum era situato nel primo millennio a.C. sul versante sud delle colline poco distanti dal Baradello, nella località chiamata Pianvalle.

Numerosi ritrovamenti archeologici ci attestano la frequentazione del colle, già in epoca preromana, dai primi abitanti comensi come centro abitativo organizzato, da un'epoca fra il IX secolo a.C. alla conquista romana. I reperti vengono collegati, come tutto l'ambito circostante, alla Cultura di Golasecca di cui Como era il centro principale nel corso dei secoli VI - IV a.C. svolgendo un importante ruolo di collegamento culturale e commerciale tra la civiltà etrusca  e quella celtica d'oltralpe.
Nel 196 a.C. Comum Oppidum venne conquistato dall'esercito romano condotto dal console Marco Claudio Marcello.

Dopo un secolo di progressiva e pacifica romanizzazione, Como venne ricostruita ex novo da Gaio Giulio Cesare nel 59 a.C. nella sede dove è situata, prendendo il nome di Novum Comum.

La frequentazione del colle in quest'epoca è documentato dal ritrovamento di monete: era un'area fortificata che svolgeva la funzione militare di avvistamento e segnalazione, oltre che di controllo viario e daziario: alle falde del Baradello, transitava la via Regia che collegava Como con Milano a sud e proseguiva a nord lungo le rive del lago verso i valichi alpini e la Germania.
La funzione militare del colle continua anche col mutare delle situazioni strategiche e tattiche. Nel periodo dell'ultima romanità, il magister militum Francione riesce a prolungare la resistenza bizantina contro l'invasione longobarda per un ultimo ventennio accastellandosi sull'Isola Comacina fino alla resa del 588.

Lo storico Giorgio di Cipro ricorda che i capisaldi del Limes bizantino di difesa erano costituiti, oltre che dall'isola stessa, dal Castron Leuci (Lecco), dal Castron Martirion (Castelmarte) e dal castel Baradello chiamato Castron Baractelia.

Le più antiche strutture conservate, cioè la cerchia di mura interna, risalgono a questo periodo storico.
Da qui fino al XII secolo non si hanno notizie.

Durante la Guerra decennale (1118-1127) tra Como e Milano i Comaschi salivano tuti (protetti) al colle per trovarvi rifugio, forse sfruttando gli antichi percorsi preistorici di sella, dove sulla cima esistevano ancora i resti delle costruzioni bizantine.

Il 27 agosto 1127, a conclusione del conflitto, Como è assediata dalle forze milanesi e incendiata, le mura e le abitazioni distrutte, gli abitanti dispersi. Non si conoscono le sorti del Baradello.

Attraverso l'alleanza con Federico Barbarossa, Como trova negli anni seguenti l'occasione di ricostruirsi e di aspirare all'egemonia perduta. Con l'aiuto dell'Imperatore nel 1158 riedificò e ampliò le mura della città con le sue imponenti torri di Porta Torre, Torre di San Vitale e Torre di Porta Nuova (o Torre Gattoni) e restaurò il Castel Baradello potenziandolo con la costruzione della poderosa torre e delle altre strutture.

Nel 1159 ospitò lo stesso Imperatore con la consorte Beatrice di Borgogna di passaggio in città.

In questi anni di effimera gloria, Como ebbe la sua vendetta partecipando all'assedio e alla distruzione della città di Milano nel 1162 e dell'Isola Comacina nel 1169.

Infine a Legnano nel maggio 1176 gli alleati della Lega Lombarda sconfiggono definitivamente l'esercito imperiale. Con un diploma datato 23 ottobre 1178 Federico Barbarossa dona alla Chiesa e alla Comunità di Como in premio della loro fedeltà il Castello Baradello insieme alla Torre di Olonio. Il figlio di Enrico VI, l'imperatore Federico II, revocò la donazione, per inadempienze, destinando Baratello e Olone a sua dimora e presidio di reliquie sacre della corona imperiale sveva.
Il 16 agosto 1278 vi morì Napo Torriani consumato dall'inedia dopo diciannove mesi di prigionia in una gabbia affissa all'esterno della torre. Era stato catturato dalle milizie dell'arcivescovo di Milano Ottone Visconti, alleato dei Rusconi, nella battaglia di Desio del 1277 insieme ad altri membri della famiglia Della Torre, il figlio Corrado detto Mosca, il fratello Canevario ed i nipoti Guido, Salvino, Lombardo ed Enrico. Vennero rinchiusi da Simone da Locarno in gabbie di legno e appesi alle mura della torre del castello. Napo secondo la leggenda una volta morto venne seppellito nella cappella di San Nicola o nella vicina chiesa di San Martino in Silvis.

La medesima sorte toccò più tardi anche a Canevario e a Lombardo. Guido venne lasciato fuggire dal carcere nel 1283, Mosca ed Enrico vennero liberati nel 1284 da Loterio Rusca per dispetto nei confronti di Ottone Visconti e Simone da Locarno.
Il torrione del castello è preceduto da un'altra fortezza, più vasta, dotata di una cisterna per la raccolta dell'acqua e anticamente raccordata a un muraglione posto a valle, a chiudere l'accesso della città. La località si chiama Camerlata.

Il complesso fortificato venne rimaneggiato (con innalzamento del torrione) dai Visconti, probabilmente ad opera di quello stesso Azzone che si era impossessato della città nel 1335 e che aveva realizzato il Castello della Torre Rotonda e la cittadella. Un innalzamento delle mura e della torre si registrò anche tra il 1426 e il 1436, sempre ad opera dei Visconti.
Venne smantellato nell'agosto 1527 dal governatore spagnolo della città il Capitano Cesareo don Pedro Arias, in ottemperanza agli ordini di Antonio de Leyva luogotenente di Carlo V e governatore di Milano, per impedire che cadesse nelle mani delle truppe francesi del maresciallo Lautrec, le quali invadevano la Lombardia. Si salverà la sola torre.
Ridotto a rudere, da quel momento passò in mano a privati. Inizialmente fu possedimento dei monaci Eremitani di san Gerolamo, insediati a san Carpoforo. Nel 1825 divenne proprietà della famiglia milanese Venini che fece aprire il viale carrozzabile dalla base alla sommità del colle e fece costruire la piccola torre esagonale in stile neogotico. 
Durante le cinque giornate di Como nel 1848, con la resa della guarnigione austriaca, sulla torre fece la sua comparsa la bandiera d'Italia.
Dopo esser passato nelle mani di Gabriele Castellini (1873), il pericolante castello fu restaurato tra il 1902 e il 1903 con il patrocinio del Comune di Como (con il sindaco a presiedere un Comitato cittadino appositamente costituito).
L'ultima proprietaria, Teresa Rimoldi, in assenza di eredi, lasciò per disposizione testamentaria come erede universale l'ospedale Sant'Anna; in virtù dello stesso lascito testamentario, nel 1927 il castel Baradello con le relative adiacenze divenne proprietà del Comune di Como.
Durante la seconda guerra mondiale, nell'agosto del 1943 la torre ospitò un plotone del 3º reggimento Bersaglieri di stanza a Milano, al quale fu affidato il compito di vigilare su eventuali lanci di nuclei paracadutati.
Una campagna di studi e di lavori di consolidamento e recupero delle strutture avvenne nel 1971, sotto la direzione del professor Luigi Mario Belloni.
Il castello, attualmente visitabile a pagamento e su prenotazione, fa parte del Parco della Spina Verde e la sua immagine è stata scelta a simbolo del parco stesso.